# Sergio Adrián
Juan Sergio Adrián Rodriguez (Cochabamba, 8 de marzo de 1996) es un futbolista boliviano que juega como centrocampista y su equipo actual es Wilstermann de la Primera División de Bolivia. Es hermano del jugador Fernando Adrián.

## Clubes
| Club             | País    | Año               |
| ---------------- | ------- | ----------------- |
| Atlético Bermejo | Bolivia | 2017              |
| Petrolero        | Bolivia | 2018              |
| Always Ready     | Bolivia | 2018 - 2022       |
| Palmaflor        | Bolivia | 2023              |
| Wilstermann      | Bolivia | 2024 - Actualidad |

## Palmarés

### Títulos nacionales
| Título             | Club         | Año           |
| ------------------ | ------------ | ------------- |
| Copa Simón Bolívar | Always Ready | 2018          |
| Primera División   | Always Ready | Apertura 2020 |